# 肖氏乌叶猴
肖氏乌叶猴（学名：Trachypithecus shortridgei）也作肖氏戴帽叶猴，一种分布于缅甸克钦邦东北部和中国云南省西北部的灵长类动物，曾被认为属于戴帽叶猴（Trachypithecus pileatus）的一个亚种。现属于中国国家一级保护野生动物。

## 形态特征
肖氏乌叶猴幼体为橙黄色，成年身体呈银灰色，手和足则为深灰色，腿呈淡灰色，面部皮肤为亮黑色。成年肖氏乌叶猴体长为50～72厘米，尾长可达70～100厘米。